# Prince of Persia 3D
Prince of Persia 3D è un videogioco di genere avventura dinamica del 1999, sviluppato da Mindscape e pubblicato da Red Orb Entertainment per Microsoft Windows. Una versione per Dreamcast, intitolata Prince of Persia: Arabian Nights, è stata sviluppata da Avalanche Software e pubblicata da Mattel Interactive nel 2000. Si tratta del primo episodio in 3D della saga di Prince of Persia.
Assumendo il ruolo del personaggio senza nome che salva la sua sposa da un mostruoso corteggiatore, il gameplay segue il Principe mentre esplora ambienti, piattaforme, risolve enigmi e si impegna in scenari di combattimento.

## Modalità di gioco
Si ritrovano gli elementi tipici della grafica dei giochi di quel periodo, come Tomb Raider: ambienti e persone poligonali, ma anche una nuova concezione del videogioco. Scenari e combattimenti sono più difficili rispetto ai titoli precedenti e sono presenti anche piccoli rompicapi. Oltre alla novità della terza dimensione, il gioco si arricchisce di particolari come le pozioni di invisibilità, gli ambienti in cui i movimenti devono essere cauti e silenziosi per non attirare le guardie, le atmosfere cariche di tensione.
La versione Dreamcast vanta migliorie nell'esperienza di gioco, risolvendo vari bug e correggendo i problemi legati alla telecamera.

## Accoglienza
Uscito dopo tre anni di lavorazione sotto la supervisione del creatore della serie Jordan Mechner, il gioco ricevette recensioni miste per lo più a causa dei controlli, un level design eccessivamente "ispirato" a Tomb Raider, tempi di caricamento eccessivi e requisiti hardware richiesti (per la versione PC) decisamente esosi.
Quando il gioco arrivò in Italia, l'eco delle critiche ricevute oltremanica lo avevano preceduto. Per quanto concerne la presenza dei bug che lo affliggevano, quest'ultima fu imputabile al fatto che la lunga gestazione del gioco costrinse la Red Orb Entertainment a interrompere lo sviluppo del gioco e a pubblicarlo senza le ottimizzazioni necessarie. Successivamente venne pubblicata su Internet una patch che correggeva parte degli errori.